# Aponurus argentini
Aponurus argentini är en plattmaskart. Aponurus argentini ingår i släktet Aponurus och familjen Hemiuridae. Inga underarter finns listade i Catalogue of Life.